# Sean O'Malley
Sean D. O'Malley, född 24 oktober 1994 i Helena, är en amerikansk MMA-utövare som sedan 2017 tävlar i organisationen Ultimate Fighting Championship.